# Azurit
Az azurit réztartalmú, monoklin kristályrendszerű karbonátásvány. Rostos, sugaras, vesés halmazok, kéregszerű bevonatok, zömök oszlopos vagy táblás apró kristályok formájában jelenik meg, de előfordulnak szépen fejlett kristályai is.
Egykor felhasználták kék festékalapanyagnak, de ennek hátrányait idővel felismerték, mivel malachittá alakulása során bezöldül.

## Keletkezése
Másodlagosan keletkezik rézérctelepek oxidációs zónájában. Az érctelepek felszínre kibúvó részében az oxigénben dúsabb beszivárgó csapadékvíz kilúgozza, majd az áramló talajvíz átitatja a kőzeteket. Az oxidáció fokozatosan mélyebbre húzódva átcementálja a telérek anyagát. Hosszabb időn át az azurit malachittá alakul.
Kísérő ásványok: kuprit, malachit, kalkopirit, enargit, kalkozin.
Hasonló ásványok: lazurit, vivianit.

## Előfordulása
Gyakran előforduló rézércfajta. Telepszerű előfordulásai találhatók Franciaországban Lyon környékén, Görögországban, Románia erdélyi területein, Ausztráliában Új Dél-Wales tartományban, Chilében, Kínában, Oroszországban szibériai területeken, Iránban, az Egyesült Államokban Arizonában, Mexikóban. Jelentős bányászata volt a Szardínia-szigetén.

### Magyarországi előfordulása
Apró kristályok halmazaként Balatonfüreden, Martonyiban, Nagybörzsönyben, Szabadbattyánban, Pécs környékén, Recsken, Velemben és a Velencei-hegységben. Tömeges előfordulása Rudabányán volt található, melynek nagy részét lefejtették.